# Christophe Euzet
Christophe Euzet, né le 2 avril 1967 à Perpignan, est un juriste, universitaire et homme politique français.
Il enseigne le droit constitutionnel et les Relations internationales à l'Université de Perpignan depuis 1998. Il est élu député dans la septième circonscription de l'Hérault en 2017. Il siège initialement dans le groupe La République en marche avant de le quitter pour participer à la fondation du groupe Agir ensemble en 2020, dont il est membre. Il est chargé de mission pour le ministère l'enseignement supérieur jusqu'en mai 2024. 
Il est le candidat de la majorité présidentielle pour les élections législatives françaises de 2024 dans la première circonscription des Pyrénées-Orientales.

## Biographie
Christophe Euzet naît, grandit et vit à Perpignan, dans les Pyrénées-Orientales. Il est marié et père de deux enfants. Après avoir réalisé ses études à Perpignan jusqu'à la maîtrise, il passe son DEA et son doctorat en droit public à l'Université des sciences de sociales de Toulouse 1 (Capitole).

## Carrière universitaire
Christophe Euzet est docteur en droit public. En 1997, il soutient une thèse intitulée « Éléments pour une théorie générale des transitions démocratiques de la fin du XXe siècle» à l'université de Toulouse. Il devient par la suite maître de conférences à l'université de Perpignan.

## Carrière politique
Après avoir rejoint La République en marche en 2017, il est investi dans la septième circonscription de l'Hérault pour les élections législatives. Le 18 juin 2017, il remporte l'élection au second tour face au Front national.
Il siège au sein de la commission des Lois. Il est juge à la Cour de justice de la République de 2017 à 2020.
En mai 2020, il quitte le groupe LREM pour rejoindre le groupe Agir ensemble.
En 2020, il dépose une proposition de loi visant à intégrer l'accent à la liste des causes de discriminations sanctionnées par le code pénal ainsi que le code du travail. Le 26 novembre 2020, elle est adoptée en séance publique à l’Assemblée nationale.
Le 8 juin 2021, le Premier ministre Jean Castex lui confie, ainsi qu’à Yannick Kerlogot, député des Côtes d’Armor, une mission parlementaire sur l’enseignement des langues régionales. Aux législatives de juin 2022, il perd son siège de député, étant battu au premier tour.
Le 14 juin 2024, il annonce sa candidature dans la 1ère circonscription des Pyrénées-Orientales aux élections législatives anticipées des 30 juin et 7 juillet. Il échoue et le siège est conservé par la députée RN Sophie Blanc.
Le 16 octobre 2024, il lance sa candidature à la mairie de Perpignan pour les élections municipales de 2026.